# طارق عونی
طارق عونی (انگلیسی: Tarek Aouni؛ زادهٔ ۲۰ فوریهٔ ۱۹۷۱) بازیکن والیبال اهل تونس بود.